# 我叫刘跃进
《我叫刘跃进》是刘震云创作的一部中文长篇小说，由长江文艺出版社在2007年11月发行，共43章，先后被改编成电影和电视剧。

## 创作
刘震云的一个表哥就叫刘跃进，也在北京的工地当过厨子。刘震云说：“去年我所以要写刘跃进，其实受启发最大的就是两个人，一个是我表哥刘跃进，还有一个就是萨达姆。”他表哥在坐火车回家的路上，在厕所方便时将放在裤头里的数千元钱掉落火车厕所的下水洞，后来下车寻找也没有找到。
他说“就整个人类历史，古今中外所有的悲剧是经不起推敲的，悲剧之中是一地的喜剧。”“刘跃进就是阿Q他外甥，阿Q被鲁迅写到极致了，他的智商出了问题，判断事物出现偏差。而刘跃进则是一个像我们一样智商没问题的人，但他思维的逻辑是混乱的。我们每天遇到的人，十个人里九个半是难缠的。他会把一件事说成另一件事，或把三件事说成一件事。”

## 故事简介
刘跃进在北京的一个建筑工地当厨子，在一次为儿子汇款的途中，他的包被一个小偷杨志偷走了，包里不仅有4000多元钱，更重要的是有一张六万元的欠条，欠条是酒厂老板李更生（刘跃进前妻黄晓庆的现任丈夫）所写的。刘的包被杨志偷走后，杨志在一次与一个甘肃女子进行性交易时，被对方三名男子敲诈抢劫。杨志后来认识了杀猪场的老曹和光头崔哥，在崔哥的唆使下，要他到房地产商严格的别墅去盗窃财物。在盗窃过程中杨被回家的严格妻子瞿莉发现，杨在逃跑时拿走了瞿莉的手提包。就在杨志逃跑途中，他被一直跟踪着他的刘跃进所阻拦，瞿莉的手提包落入到了刘跃进手中。
从此刘跃进就成为了严格、瞿莉夫妇，以及贾主任、老蔺所要查找的对象，因为那个包里有一个U盘，U盘中装有贾主任与严格进行权钱交易以及贾主任多次接受性贿赂的视频证据。调查员老邢在严格的雇佣下，另一名调查员方峻德在老蔺的指使下，都在千方百计想从杨志和刘跃进口中得知U盘的下落。而刚开始对U盘一无所知的刘跃进则一直想从杨志身上找回属于自己的那张欠条。

## 主要人物
- 刘跃进：河南洛水县人，在北京的建筑工地当厨子，与前妻黄晓庆育有一个儿子刘鹏举，黄晓庆跟酿酒厂老板李更生再婚。
- 杨志：山西人，在北京混的贼
- 韩胜利：河南洛水人，在北京混的贼，由于刘跃进在酒桌上摸了吴老三妻子的胸部，被要求赔3600元钱息事宁人，刘跃进借了韩胜利3300元钱还了债，从此就欠下韩胜利的债务
- 任保良：刘跃进所在工地的包工头
- 严格：湖南醴陵人，“大东亚房地产开发总公司”总经理，任保良的老板，背着老婆与一个知名女歌星偷情，最终因要挟贾主任而死于贾主任指示的一场车祸
- 瞿莉：严格的太太
- 马曼丽：“曼丽发廊”的老板娘，前夫为赵小军，她雇佣有一个发廊女工杨玉环
- 赵小军：马曼丽前夫，马曼丽的弟弟欠他三万元钱
- 贾主任，中央级别高官，与严格存在金钱利益关系
- 老蔺：贾主任的秘书
- 老邢：严格雇佣查找U盘的调查员，真实身份是警察
- 曹哥：杀猪场老板，黑道中人尊敬的大哥
- 李更生：刘跃进的小学同学，“太平洋酿造公司”总经理，黄晓庆的第二任丈夫，刘跃进在与黄晓庆离婚之前让李更生写下欠刘跃进六万元的欠条
- 刘鹏举：刘跃进与黄晓庆之子，在县城读高中，辍学后交了一个比他年龄大的女友叫麦当娜
- 老高：刘跃进的老乡，北京一家烩面店的老板
- 方峻德：老蔺雇佣来寻找U盘的侦探

## 改编作品
2008年电影《我叫刘跃进》，马俪文执导，刘震云编剧，李易祥、刘信义、陈瑾、秦海璐主演。
2010年22集电视剧《我叫刘跃进》，王奕开导演，刘震云监制，张立、居文沛、王晔主演。